# Свалявка (річка)
Сваля́вка — річка в Українських Карпатах, у межах Свалявського району Закарпатської області. Ліва притока Латориці (басейн Тиси).

## Опис
Довжина 20 км, площа водозбірного басейну 137 км². Похил річки 30 м/км. Річка типово гірська. Долина у верхній течії вузька і місцями V-подібна, в пониззі (в межах Свалявської улоговини) широка.

## Розташування
Свалявка бере початок на північний схід від села Тибава, між горами південно-західних відногів гірського масиву Полонина Боржава (тут вона носить назву Тибавка). Тече переважно на південний захід і захід, у пониззі — на північний захід. Впадає до Латориці при північно-західній околиці міста Сваляви.